# Iglesia de Nuestra Señora de la Asunción (Santa María del Llano de Tudela)
La iglesia de Nuestra Señora de la Asunción es un edificio situado en la entidad de población española de Santa María del Llano de Tudela, en la provincia de Burgos.

## Descripción
El edificio se encuentra en la entidad de población española de Santa María del Llano de Tudela, del municipio de Valle de Mena, perteneciente a la provincia de Burgos, en la comunidad autónoma de Castilla y León. Se menciona como iglesia parroquial del lugar en el décimo volumen del Diccionario geográfico-estadístico-histórico de España y sus posesiones de Ultramar de Pascual Madoz, donde aparece descrita con las siguientes palabras:

una igl. parr. matriz y de entrada (Ntra. Sra. de la Asuncion) servida por dos beneficiados, uno de ellos con la cura de almas, y un sacristan de nombramiento del párroco; los beneficios son de patronato del pueblo y de provision del ordinario: dicha igl. comprende el barrio de Araduenga.
(Madoz, 1847, p. 486)